# Sant Martí de la Tallada
Sant Martí és una església a l'entrada del poble de la Tallada (la Segarra), fora del clos fortificat d'època medieval, i integrada dins de l'actual nucli urbà. L'actual església no conserva cap element del primitiu edifici romànic. Es tracta d'un edifici de planta rectangular, d'una sola nau amb coberta exterior a doble vessant, capelles laterals amb cobertes exteriors a un vessant i capçalera plana. La torre campanar, situada en un angle de la façana principal, se'ns presenta d'estructura poligonal amb quatre ulls d'arc de mig punt, i està dividida en tres cossos separats per una cornisa motllurada amb cantells de maó.
A la façana principal hi ha la porta d'accés estructurada a partir d'un frontó mig arrodonit i que presenta un ràfec de pedra al voltant del seu perímetre. Dins del timpà hi ha oberta una fornícula que acull una escultura d'un Sant Martí. Sota del frontó es disposa la llinda que estructura la porta d'accés, i presenta un relleu de la tiara papal i la data incisa "1862". També, destaquem la presència de pilastres ambdós brancals de la porta d'accés. Per sobre d'aquesta porta d'accés se situa un òcul de dimensions notables i corona la façana, un pinacle.